# Jamal Ouariachi
Œuvres principales
Een honger (roman, 2015)
Jamal Ouariachi né le 8 décembre 1978 à Amsterdam, est un écrivain et romancier néerlandais.

## Biographie
Ouariachi a une mère néerlandaise et un père marocain. Il a fréquenté le Barlaeus Gymnasium jusqu'à ce qu'il soit renvoyé au milieu de la cinquième année. Entre 2000 et 2008, il a étudié la psychologie à l'Université d'Amsterdam. Pendant un certain temps, il a travaillé en tant que thérapeute (en ligne). Aujourd'hui, il est écrivain à temps plein.

### Carrière
En août 2010, Ouariachi fait ses débuts chez l'éditeur Querido avec le roman "De vernietiging van Prosper Morèl" (La destruction de Prosper Morèl). Une histoire de sa plume, "Zopor", a été publiée dans l'anthologie "Agents-Provocateurs: 20 onder 35" (2011), une sélection des écrivains jeunes les plus originaux d'aujourd'hui. Il a également écrit des histoires, des articles et des polémiques pour des publications telles que nrc.next, HP/De Tijd, De Revisor et Knack,. En 2013, le roman "Vertedering" a été publié, nommé pour le prix de BNG Bank Literatuurprijs (nl) et le prix littéraire De Gouden Boekenuil. Ensuite, Ouariachi a écrit le roman "25", le premier volet de la trilogie "25-45-70", dont les deux autres parties ont été écrites par David Pefko (45) et Daan Heerma van Voss (70). Le 12 mai 2015, son roman "Een honger" a été publié chez Uitgeverij Querido. En 2017, "Herinneringen in aluminiumfolie", une collection de nouvelles, a été publiée.
Il remporte le Prix de littérature de l'Union européenne en 2017 pour "Een honger".
Pour sa contribution au débat public, il a remporté le premier prix Vrij Links Vrijmoedigheid en 2023.

## Publication

### Roman
- 2010 – De vernietiging van Prosper Morèl (roman)
- 2013 – Vertedering (roman)
- 2013 – 25 (Première partie de la trilogie 25 45 70 de Jamal Ouariachi, David Pefko et Daan Heerma van Voss)
- 2015 – Een honger (roman)
- 2017 – Herinneringen in Aluminiumfolie (recueil de nouvelles)
- 2022 – Herfstdraad